# فیلم نقیضه

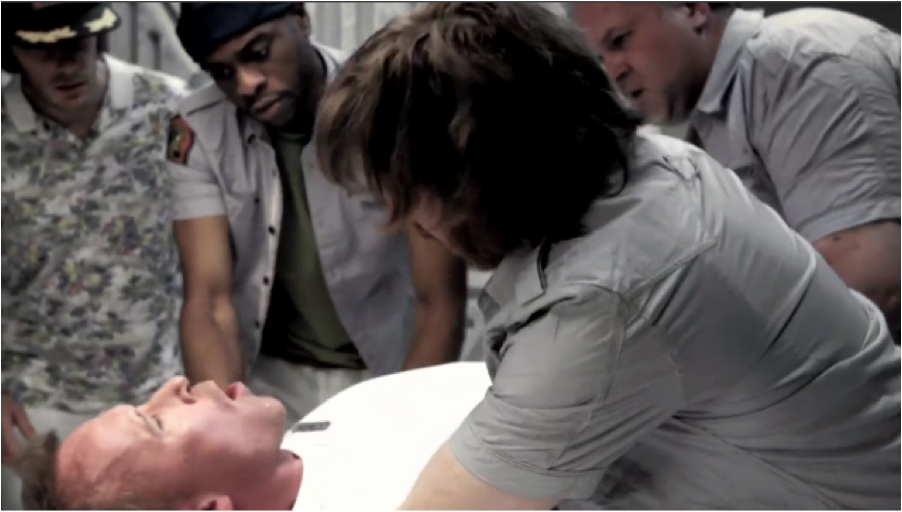
ژانری در سینمای کمدی که معمولاً دیگر ژانرها را هجو می‌کند

فیلم هجو یا فیلم نقیضه ژانری در سینمای کمدی است که معمولاً دیگر ژانرها را هجو می‌کند. هر چند به‌طور معمول این ژانر نادیده گرفته می‌شود، اما بیشتر در گیشه و فروش سودآور می‌باشد. از فیلم‌های معروف این ژانر فیلم ترسناک می‌باشد.

## نمونه‌ها

### دهه ۱۹۲۰
- سه عصر (۱۹۲۳)

### دهه ۱۹۳۰
- بی‌قیدوبند (۱۹۳۰)
- هالیوود که دیگر بدرد نمی‌خورد (۱۹۳۲)
- دیوانه سینما (۱۹۳۲)
- پسران صحرا (۱۹۳۳)

### دهه ۱۹۴۰
- ساده‌لوح در آکسفورد (۱۹۴۰)
- دیکتاتور بزرگ (۱۹۴۰)[۲]
- ابوت و کاستلو با فرانکنشتاین ملاقات می‌کنند (۱۹۴۸)

### دهه ۱۹۵۰
- سانست بلوار (۱۹۵۰)
- جک و لوبیای سحرآمیز (فیلم ۱۹۵۲) (۱۹۵۲)
- آواز در باران (۱۹۵۲)
- شیطان را بران (۱۹۵۳)

### دهه ۱۹۶۰
- مسابقه بزرگ (۱۹۶۵)[۳]
- کازینو رویال (فیلم ۱۹۶۷) (۱۹۶۷)
- تهیه‌کنندگان (فیلم ۱۹۶۸) (۱۹۶۷)
- کبوتر (فیلم ۱۹۶۸) (۱۹۶۸)[۴]

### دهه ۱۹۷۰
- دوباره بنواز، سام (۱۹۷۲)
- زین‌های شعله‌ور (۱۹۷۴)[۵]
- فرانکنشتاین جوان (۱۹۷۴)[۶]
- ستاره تاریک (فیلم ۱۹۷۴) (۱۹۷۴)
- مانتی پایتون و جام مقدس (۱۹۷۵)[۷]
- عشق و مرگ (۱۹۷۵)
- فیلم راکی هارور (۱۹۷۵)
- پرنده سیاه (۱۹۷۵)
- فیلم صامت (فیلم) (۱۹۷۶)[۸]
- قتل با مرگ (۱۹۷۶)[۹]
- فیلم کنتاکی فراید (۱۹۷۷)[۱۰]
- حمله قاتل گوجه‌ای (۱۹۷۸)
- پیرانا (فیلم) (۱۹۷۸)[۱۱]
- زندگی برایان (۱۹۷۹)[۱۲]

### دهه ۱۹۸۰
- هواپیما! (۱۹۸۰)[۱۳]
- پادوی گلف (۱۹۸۰)
- تاریخ جهان، قسمت ۱ (۱۹۸۱)[۱۴]
- مردگان پیراهن راه‌راه نمی‌پوشند (۱۹۸۲)[۱۵]
- پاندمونیوم (فیلم) (۱۹۸۲)
- ردپای پلنگ صورتی (۱۹۸۲)
- معنای زندگی از مانتی پایتان (۱۹۸۳)
- نفرین پلنگ صورتی (۱۹۸۳)
- جانی خطرناک (۱۹۸۴)
- این اسپینال تپ است (۱۹۸۴)
- سرنخ (فیلم) (۱۹۸۵)[۱۶]
- رؤیاهای رادیواکتیو (۱۹۸۵)
- توپ‌های فضایی (۱۹۸۷)
- عروس شاهزاده (فیلم) (۱۹۸۷)
- دام (فیلم ۱۹۸۷) (۱۹۸۷)[۱۷]
- مرده شریر ۲ (۱۹۸۷)
- بازگشت گوجه‌های قاتل (۱۹۸۸)[۱۸]
- بسامد فرابالا (فیلم) (۱۹۸۹)[۱۹]
- دیدار با احمقان (۱۹۸۹)

### دهه ۱۹۹۰
- سردسته تبه‌کاران (فیلم) (۱۹۹۰)
- تازه‌کار (فیلم ۱۹۹۰) (۱۹۹۰)
- زبر و زرنگ‌ها! (۱۹۹۱)[۲۰]
- سی‌بی۴ (۱۹۹۳)
- زبر و زرنگ‌ها! قسمت دوم (۱۹۹۳)
- رابین هود: مردانی در لباس چسبان (۱۹۹۳)[۲۱]
- آخرین قهرمان اکشن (۱۹۹۳)
- مرد خالی (۱۹۹۴)
- مریخ حمله می‌کند! (۱۹۹۶)[۲۲]
- آستین پاورز: مرد بین‌المللی رمز و راز (۱۹۹۷)[۲۳]
- آستین پاورز: جاسوسی که مرا تکان داد (۱۹۹۹)[۲۴]
- بوفینگر (۱۹۹۹)
- ماجراجویی کهکشانی (۱۹۹۹)

### دهه ۲۰۰۰
- فیلم ترسناک (فیلم) (۲۰۰۰)
- فرشتگان چارلی (فیلم ۲۰۰۰) (۲۰۰۰)[۲۵]
- فیلم ترسناک ۲ (۲۰۰۱)[۲۶]
- شرک (فیلم) (۲۰۰۱)
- زولندر (۲۰۰۱)[۲۷]
- کونگ پو: مشت وارد می‌شود (۲۰۰۲)[۲۸]
- آستین پاورز: در عضو طلایی (۲۰۰۲)[۲۹]
- فیلم ترسناک ۳ (۲۰۰۳)[۳۰]
- جانی انگلیش (۲۰۰۳)
- مرگ بر عشق (۲۰۰۳)[۳۱]
- شان می‌میرد (۲۰۰۴)
- استارسکی و هاچ (فیلم) (۲۰۰۴)
- جنب و جوش کنگ فو (۲۰۰۴)
- شرک ۲ (۲۰۰۴)
- تیم آمریکا: پلیس جهانی (۲۰۰۴)[۳۲]
- تهیه‌کنندگان (فیلم ۲۰۰۵) (۲۰۰۵)
- شنل‌قرمزی (فیلم ۲۰۰۵) (۲۰۰۵)[۳۳]
- دیت مووی (۲۰۰۶)[۳۴]
- فیلم ترسناک ۴ (۲۰۰۶)
- بورات (فیلم) (۲۰۰۶)
- مرد سال (فیلم ۲۰۰۶) (۲۰۰۶)
- فیلم حماسی (فیلم) (۲۰۰۷)[۳۵]
- پلیس خفن (۲۰۰۷)
- شرک ۳ (۲۰۰۷)
- افسون‌زده (فیلم) (۲۰۰۷)
- ملاقات با اسپارتی‌ها (۲۰۰۸)[۳۵]
- فیلم ابرقهرمان (۲۰۰۸)
- کارول آمریکایی (۲۰۰۸)
- فیلم فاجعه (۲۰۰۸)[۳۶]
- تندر استوایی (۲۰۰۸)
- دینامیت سیاه (۲۰۰۹)
- سرزمین گمشدگان (۲۰۰۹)
- ابری با احتمال بارش کوفته‌قلقلی (فیلم) (۲۰۰۹)
- فیلم اسپانیایی (۲۰۰۹)

### دهه ۲۰۱۰
- شرک برای همیشه (۲۰۱۰)
- جانی اینگلیش دوباره متولد می‌شود (۲۰۱۱)
- شنل‌قرمزی ۲ (۲۰۱۱)
- هتل ترانسیلوانیا (۲۰۱۲)
- فیلم ۴۳ (۲۰۱۳)
- خانه تسخیر شده (فیلم) (۲۰۱۳)
- فیلم ترسناک ۵ (۲۰۱۳)[۳۷]
- کمدی نامناسب (۲۰۱۳)
- ابری با احتمال بارش کوفته‌قلقلی ۲ (۲۰۱۳)
- این آخرشه (۲۰۱۳)
- ورلدز اند (۲۰۱۳)
- خانه تسخیر شده ۲ (۲۰۱۴)
- یک میلیون راه برای مردن در غرب (۲۰۱۴)
- ۶ کله‌پوک  (۲۰۱۵)
- هتل ترانسیلوانیا ۲ (۲۰۱۵)
- پنجاه طیف بلک (۲۰۱۶)[۳۸]
- دیدار با سیاه‌پوستان (۲۰۱۶)
- ستاره‌های پاپ: هرگز متوقف نمی‌شوند (۲۰۱۶)
- مهمانی سوسیسی (۲۰۱۶)
- فیلم لگو بتمن (۲۰۱۷)
- هتل ترانسیلوانیا ۳: تعطیلات تابستانی (۲۰۱۸)
- جانی اینگلیش دوباره حمله می‌کند (۲۰۱۸)